# PLAYZONE'89 Again
『PLAYZONE'89 Again』（プレゾン’89アゲイン）は1989年9月21日にワーナー・パイオニアからリリースされた少年隊の4枚目となるサウンドトラック。

## 概要
なお当「PLAYZONE'89」に使用した 東山のソロ曲「どーしようもない」は「少年隊 35th Anniversary BEST」の完全受注生産限定盤に収録。
その他「DREAM GIRLS」、植草ソロ曲「19times」、「ケンのHard Rock」「Oh My God!」、中村繁之歌唱の「HOLIDAY」等は未収録である。

## 収録曲
特記以外　作詞・作曲：宮下智　編曲：石田勝範
1. まいったネ 今夜
  - 表記は無いがサビだけのアカペラバージョン
2. My Dear Mrs. Las Vegas
  - 作詞：戸沢暢美　作曲：中崎英也　編曲：鈴木宏昌
  - 錦織一清　ソロ曲
3. キッチン!
  - 東山紀之　ソロ曲
4. Baby Baby Baby
  - 作詞：久和カノン　作曲：安田信二　編曲：岩崎文紀
5. 独り祭りの夜に
  - 植草克秀 ソロ曲
6. 君は不思議
  - 錦織一清　ソロ曲
7. ダーティー・ヒーロー
  - 東山紀之 ソロ曲
8. 恋はいつも
  - 植草克秀 ソロ曲
9. Let's Fight
  - 錦織と東山のユニット曲
  - ただしミュージカルに使用した音源にはアウトロが異なっている。
10. Season
11. まいったネ 今夜
12. お探しのパラダイス